# Podospora fimbriata
Podospora fimbriata är en svampart som först beskrevs av A. Bayer, och fick sitt nu gällande namn av Cain 1962. Podospora fimbriata ingår i släktet Podospora och familjen Lasiosphaeriaceae.   Inga underarter finns listade i Catalogue of Life.